# Биг Бен
Биг Бен (енгл. Clock Tower, Palace of Westminster; Big Ben) је највећа сат кула на свету са звоником. Налази се у Лондону. Смештен је на североисточном крају Вестминстерске палате. Име „Биг Бен“ је назив звоника који се налази унутар ове куле.
Ова сат кула је подигнута као део нове Вестминстерске палате, јер је стара изгорела у пожару у ноћи 22. октобра 1834. године. Грађевину је дизајнирао архитекта Augustus Pugin. Биг Бен је изграђен у неоготичком стилу а његова висина је 96,3 метара.
Првих 61 метар куле је изграђен од опеке обложене каменом.

## Назив
Назив Биг Бен се универзално односи на кулу. Међутим, званично се односи на назив главног звона унутар звоника. Ово звоно броји часове и тежи тачно 13 тона. Сматра се да је назив добило у част Бенџамина Хола, који је био задужен за изградњу, или у част боксера Бен Канта, веома популарног 1858. године када је звоно ливено. Звоно је у почетку носило назив Велико Звоно.

## Сатови

### Лица
Кула има сатове на све четири стране и као таква, била је највећа на свету све до изградње Ален-Бредлијеве сахат куле у Милвокију, Висконсин.
На бази сваког од сатова позлаћеним словима на латинском језику пише: „DOMINE SALVAM FAC REGINAM NOSTRAM VICTORIAM PRIMAM“, што у преводу значи: „Боже, чувај нашу краљицу Викторију“.
Сат и бројке дизајнирао је Августус Пугил. Лица сата постављена су у железни оквир 7 метра у пречнику, подржаван са 312 комада опал стакла. Казаљка која показује часове дугачка је 2,7 метра, а казаљка која показује минуте 4,3 метра.

### Механизам
Механизам сатова је био завршен 1854. године, али сама кула је била готова тек четири године касније 1858. године. Сатови су ушли у употребу 7. септембра 1859. године.
Током Другог светског рата немачки бомбардери гађали су Вестминстерску палату, тиме су и оштетили два сата и поједине делове крова куле.
У периоду 2017-2022 није радио због реновирања.